# Straden
Straden är en ort och  kommun i distriktet Südoststeiermark i förbundslandet Steiermark i Österrike. 
Kommunen består av 20 orter (Ortschaften) (inom parentes invånarantal 1 januari 2024) :

- Dirnbach (157)
- Grub II (108)
- Hart bei Straden (146)
- Hof bei Straden (325)
- Karbach (69)
- Karla (57)
- Kronnersdorf (313)
- Krusdorf (242)
- Marktl (137)
- Muggendorf (337)
- Neusetz (172)
- Nägelsdorf (129)
- Radochen (183)
- Schwabau (86)
- Stainz bei Straden (259)
- Straden (283)
- Sulzbach (97)
- Waasen am Berg (170)
- Waldprecht (33)
- Wieden-Klausen (147)

Kommunen fick sin nuvarande form den 1 januari 2015 genom en sammanslagning av kommunerna Hof bei Straden, Krusdorf, Stainz bei Straden och Straden.